# Eparchie nikolajevská na Amuru
Eparchie Nikolajevsk na Amuru je eparchie ruské pravoslavné církve nacházející se v Rusku.

## Území a titul biskupa
Zahrnuje správní hranice území Ajano-Majského, Nikolajevského, Ochotského, Tuguro-Čumikanského a Ulčského rajónu Chabarovského kraje.
Eparchiálnímu biskupovi náleží titul biskup nikolajevský a bogorodský.

## Historie
Dne 5. října 2011 byl Svatým synodem zřízen nikolajevský vikariát chabarovské eparchie. Vikariát byl založen v rámci hranic Ajano-Majského, Nikolajevského, Ochotského a Tuguro-Čumikanského rajónu Chabarovského kraje. 
Dne 24. března 2022 byl vikariát rozhodnutím Svatého synodu přeměněnna samostatnou eparchii. K nové eparchii byl přidělen Ulčský rajó, který byl součástí vaninské eparchie. Stala se součástí přiamurské metropole.
Prvním eparchiálním biskupem se stal igumen Innokentij (Frolov), duchovní chabarovské eparchie.

## Seznam biskupů

### Nikolajevský vikariát chabarovské eparchie
- 2012–2018 Aristarch (Jacurin)
- 2019–2020 Vasilij (Kulakov)

### Nikolajevská eparchie
- od 2022 Innokentij (Frolov)